# سارا واترز
سارا واترز (انگلیسی: Sarah Waters؛ زادهٔ ۲۱ ژوئیهٔ ۱۹۶۶) رمان‌نویس اهل ولز است. وی بیشتر به خاطر نوشتن رمان‌هایی که مرتبط با دوره ویکتوریایی و دارای شخصیت‌های همجنس‌گرا است، مشهور است.

## زندگی
سارا واترز در سال ۱۹۶۶ در نیلند، پمبروکشایر، ولز به دنیا آمد. پدرش مهندس و مادرش خانه‌دار بود. وی دارای مدرک دکتری ادبیات انگلیسی است. موضوع پایان‌نامه‌اش دربارهٔ داستان‌های تاریخی دگرباشان جنسی بود. موضوعی که بعدها دستمایه اولین رمانش شد.
آخرین رمان او به نام مستأجران مهمان یکی از ۵ رمان راه یافته به بخش پایانی جایزه ادبیات داستانی زنان بود.